# Euxoa citricolor
Euxoa citricolor là một loài bướm đêm thuộc họ Noctuidae. Nó được tìm thấy ở miền đông South Dakota và miền tây North Dakota, tây bắc tới miền nam Alberta, phía tây đến miền tây Washington và phía nam và phía đông đến miền nam California, New Mexico và Colorado.
Sải cánh dài 34–37 mm. Con trưởng thành bay vào tháng 8 đến tháng 9. Có một lứa một năm.